# 1550

## Události
- Švédský král Gustav I. zakládá Helsinki

### Probíhající události
- 1545–1563 – Tridentský koncil

## Narození
Česko
- 3. července – Jacobus Gallus, hudební skladatel († 18. července 1591)
- ? – Jiří Barthold Pontanus z Breitenberka, básník, prozaik, historik a církevní hodnostář († 20. února 1614)
- ? – Jan Rozenplut ze Švarcenbachu, katolický kněz a hudební skladatel († 4. června 1602)

Svět
- 31. ledna – Jindřich I. de Guise, francouzské princ, vůdce Katolické ligy († 1588)
- 8. února – Théodore Agrippa d'Aubigné, francouzský učenec, vojevůdce, státník a spisovatel († 29. dubna 1630)
- 25. května – Svatý Kamil de Lellis, patron nemocných a umírajících († 14. července 1614)
- 27. června – Karel IX. Francouzský, francouzský král († 30. května 1574)
- 3. července – Jacobus Gallus, slovinský pozdně renesanční hudební skladatel († 1591)
- 10. září – Alonso Pérez de Guzmán, španělský generál († 26. července 1615)
- 24. září – Tchang Sien-cu, čínský dramatik († 29. července 1616)
- 30. září – Michael Mästlin, německý matematik a astronom († 1631)
- 4. října – Karel IX. Švédský, švédský král († 30. října 1611)
- 6. října nebo 6. listopadu – Karin Månsdotter, švédská královna († 13. září 1612)
- 23. října – Juan de la Cueva, španělský básník a dramatik († 1609 nebo 1610)
- 28. října – Svatý Stanislav Kostka, polský jezuita, patron Polska a studentů († 15. srpna 1568)
- 6. prosince – Orazio Vecchi, italský pozdně renesanční hudební skladatel († 19. února 1605)
- 31. prosince – Jindřich I. de Guise, vůdce Katolické ligy († 23. prosince 1588)
- ? – Willem Barents, nizozemský mořeplavec († 20. června 1597)
- ? – Antonio Gabri, italský stavitel působící na Moravě († 1593)
- ? – Giovanni Giacomo Gastoldi, italský hudební skladatel († 4. ledna 1609)
- ? – John Napier, skotský matematik, fyzik a astronom († 4. dubna 1617)
- ? – Don Angelo Pietra, italský mnich, ekonom († 1590)
- ? – John Davis, anglický mořeplavec († 25. prosince 1605)
- ? – Safiye Sultan, manželka osmanského sultána Murada III. († 1619)
- ? - Renée de Rieux de Châteauneuf, milenka francouzského krále Jindřicha III. († po roce 1586)

## Úmrtí
Česko
- ? – Martin Hanno, český renesanční spisovatel (* 1526)

Svět
- 20. ledna – Gevhermüluk Sultan, dcera osmanského sultána Bayezida II. (* cca 1467)
- 13. února – Eleonora Gonzaga, vévodkyně urbinská (* 31. prosince 1493)
- 8. března – Svatý Jan z Boha, pastýř, žoldnéř a ošetřovatel nemocných (* 8. března 1495)
- 20. října – Ferdinand, vévoda z Kalábrie (* 15. prosince 1488)
- 17. listopadu – Jón Arason, islandský básník (* 1484)
- ? – Esmehan Baharnaz Sultan, osmanská princezna (* 1525)
- ? – Fülane Hatun, první manželka osmanského sultána Sulejmana I. (* 1496)

## Hlavy států
| - České království – Ferdinand I. - Svatá říše římská – Karel V. - Papež – Julius III. - Anglické království – Eduard VI. - Francouzské království – Jindřich II. | - Rakouské arcivévodství – Ferdinand I. - Uherské království – Ferdinand I. - Španělské království – Karel V. - Polské království – Zikmund II. August - Litevské velkoknížectví – Zikmund II. August | - Osmanská říše – Sulejman I. - Perská říše – Tahmásp I. - Ruské carství – Ivan IV. - Burgundské vévodství – Karel V. - Norské království – Kristián III. Dánský - Dánské království – Kristián III. Dánský |

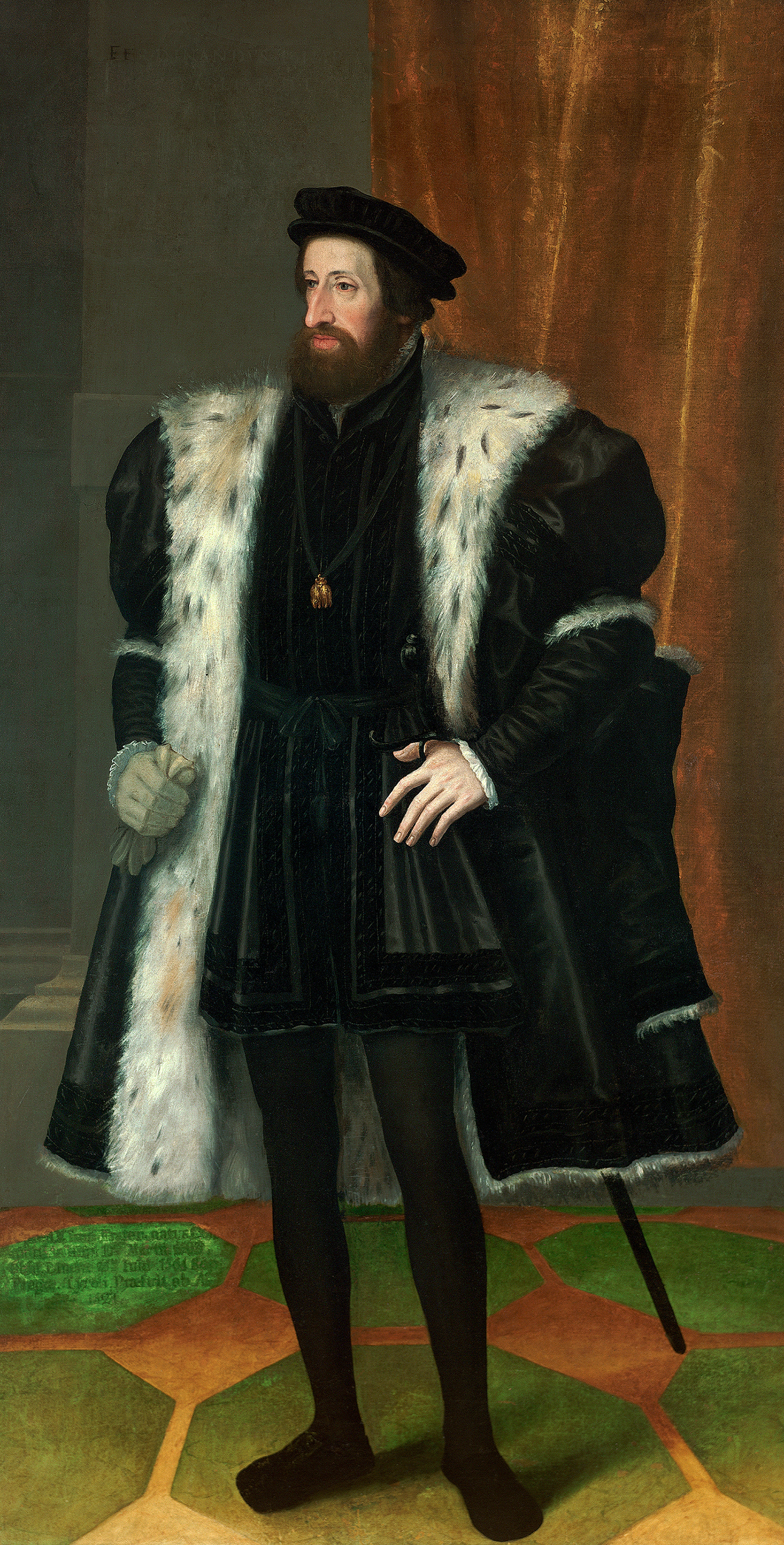
Český, uherský a chorvatský král a rakouský arcivévoda Ferdinand
Císař Svaté říše římské a španělský král Karel V.
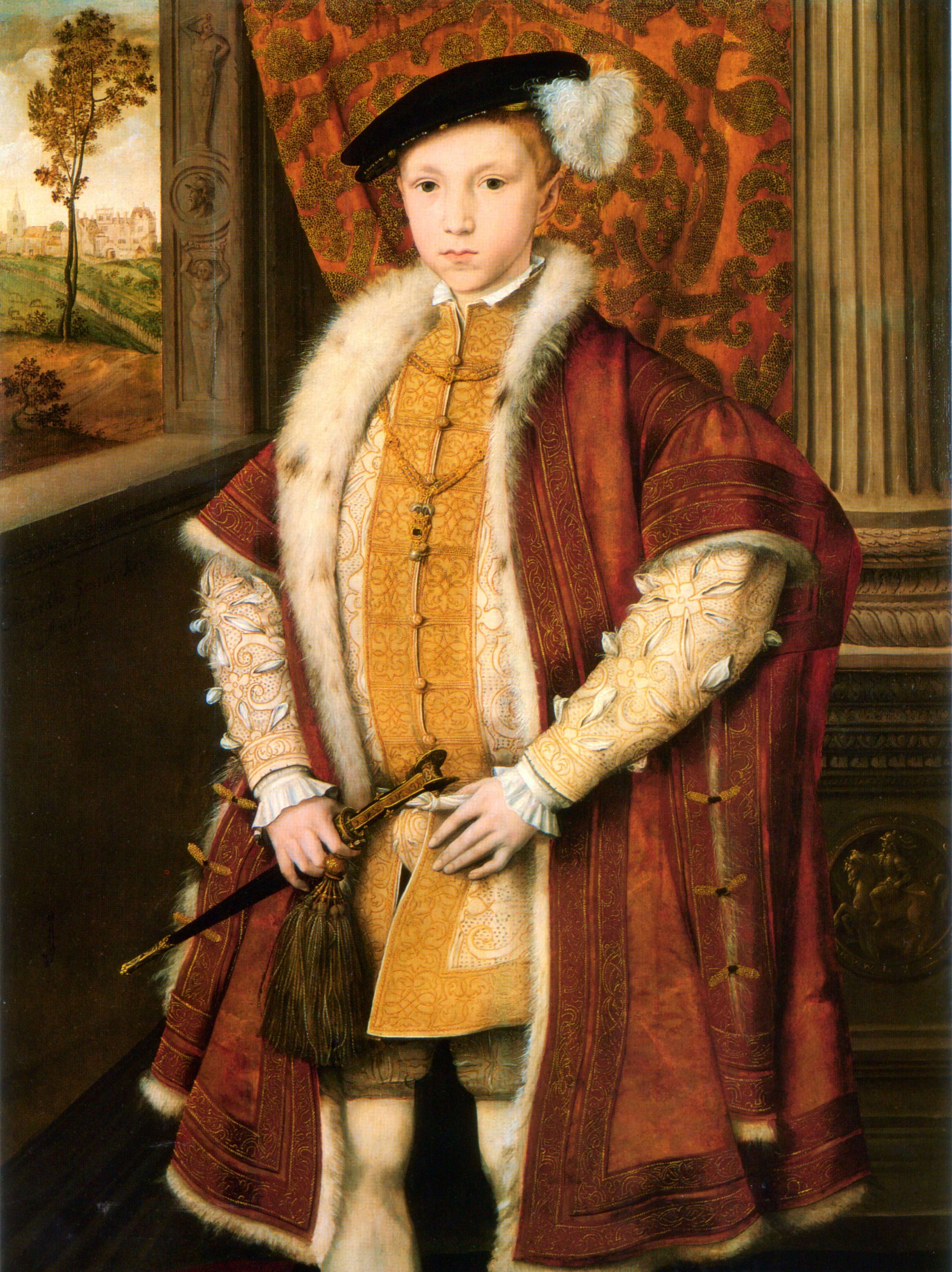
Anglický král Edvard VI.
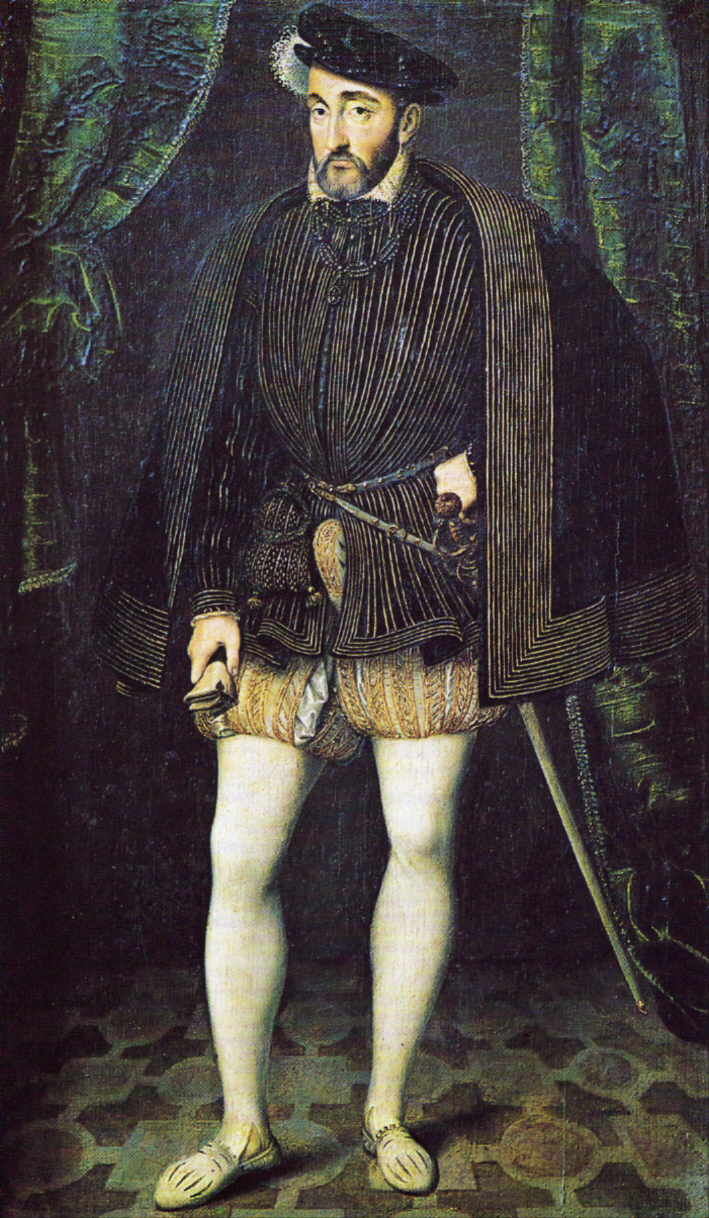
Francouzský král Jindřich II.
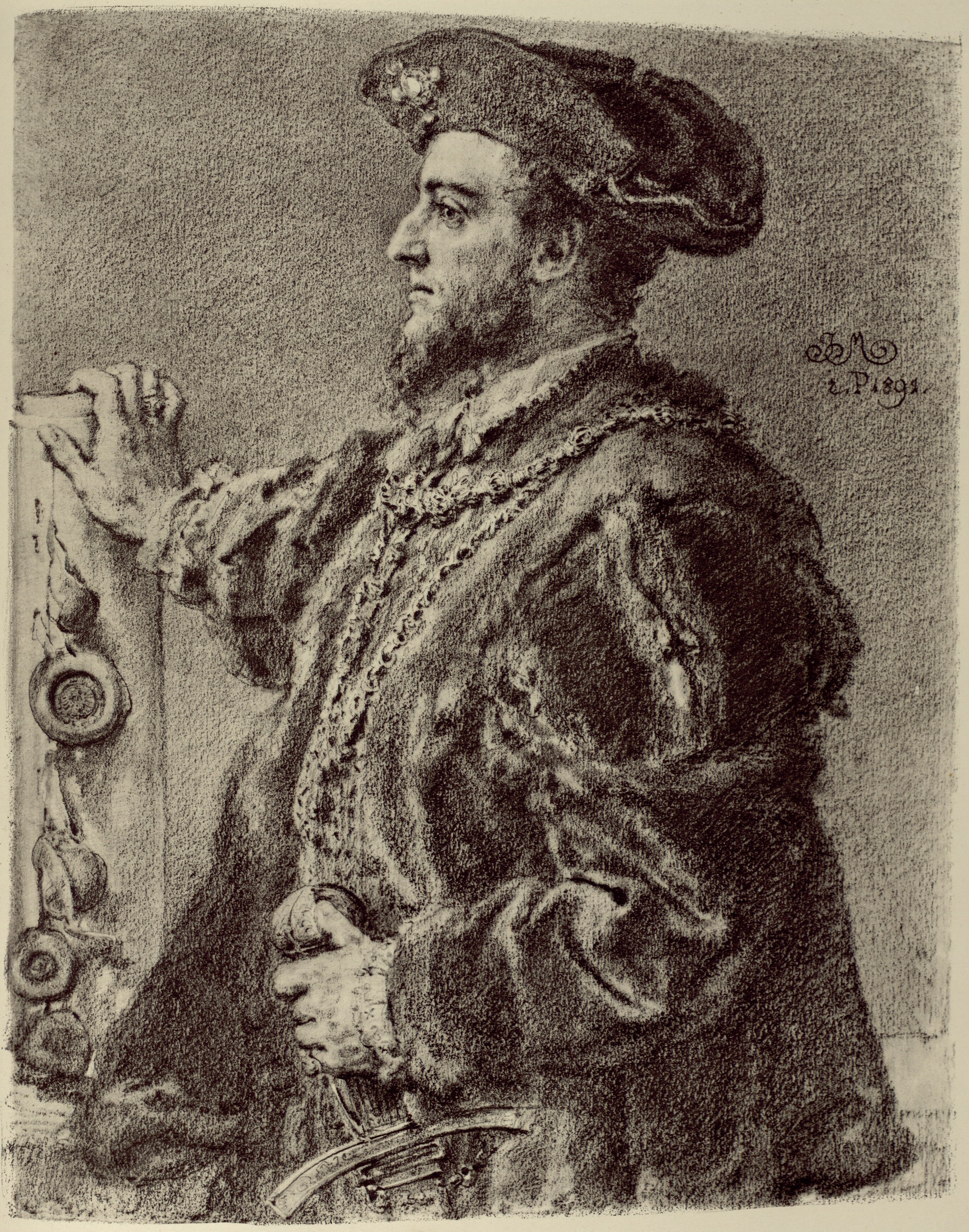
Polský král a Litevský velkokníže Zikmund II. August
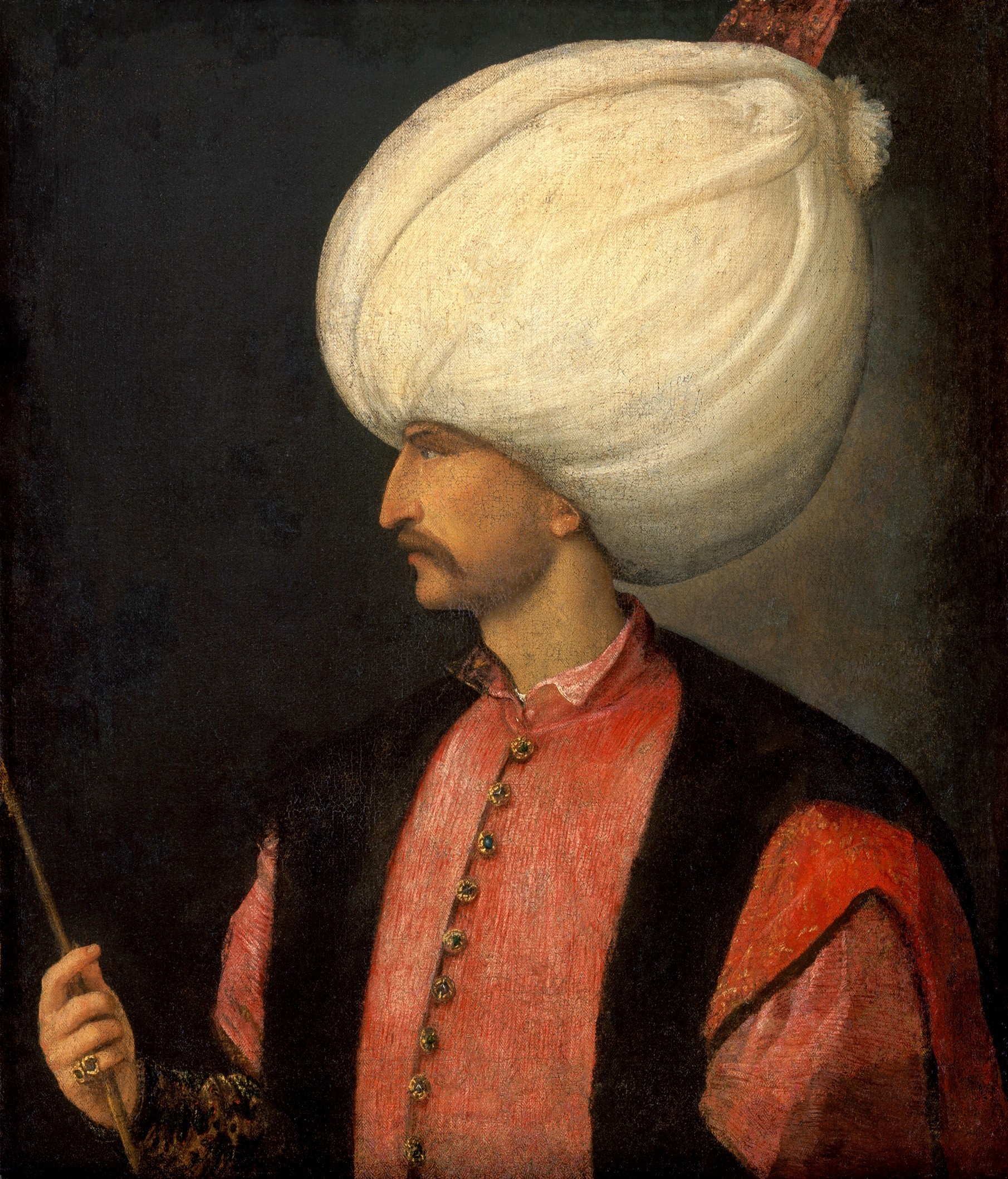
Osmanský sultán Sulejman I.
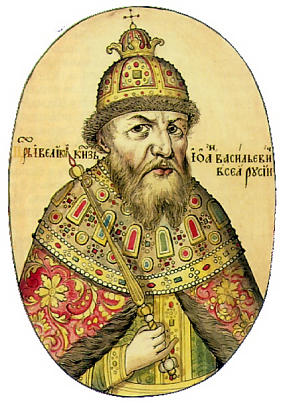
Ruský car Ivan IV.
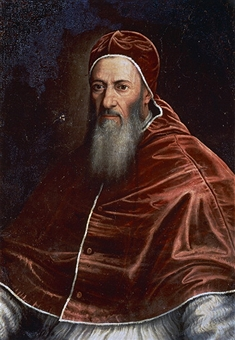
Papež Julius III.
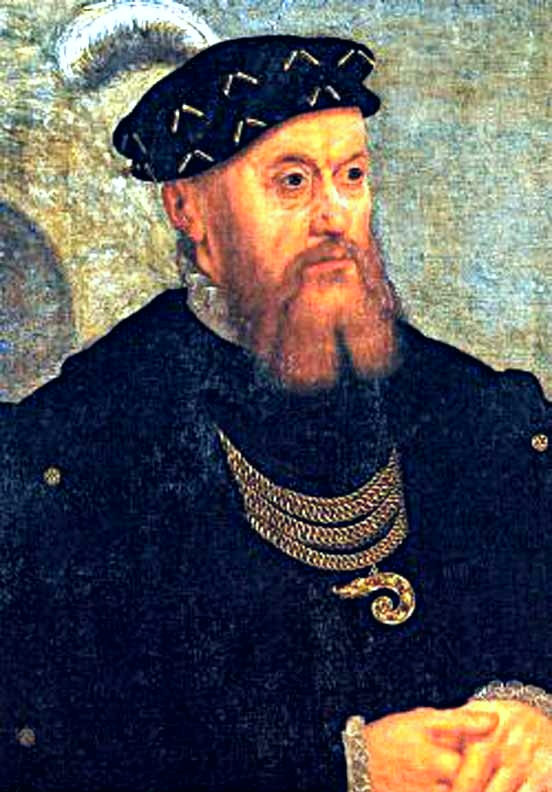
Dánský a norský král Kristián III. Dánský
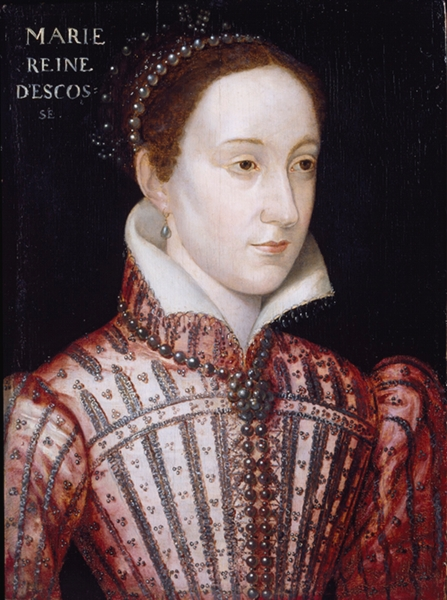
Skotská královna Marie Stuartovna